# Fleet Foxes
I Fleet Foxes sono un gruppo folk rock statunitense formatosi nel 2006 a Seattle. Il gruppo ha raggiunto la fama nel 2008 grazie all'omonimo album di debutto, che è stato disco d'oro in Gran Bretagna ed è stato nominato disco dell'anno da numerose riviste e siti musicali fra cui Billboard e Pitchfork.

## Storia

### Gli inizi
La band è stata formata da due membri: Robin Pecknold e Skyler Skjelset.
Sia Robin Pecknold che Skyler Skjelset frequentavano la Lake Washington High School a Kirkland, un sobborgo di Seattle.
Presto divennero amici stretti e, avendo in comune la passione per Bob Dylan e Neil Young, iniziarono a suonare insieme.
I genitori di entrambi influenzarono i loro gusti musicali fin dall'infanzia—la madre di Skjelset era un'appassionata di Bob Dylan e Hank Williams mentre il padre di Pecknold era un membro dei The Fathoms, un gruppo soul del posto.
I due, interessati ai successi di Dylan e di Brian Wilson, compresero presto l'importanza di iniziare a suonare da giovani.
Inizialmente scelsero il nome di “Pineapple” ma poiché era lo stesso di un altro gruppo locale, Pecknold decise di cambiarlo in “Fleet Foxes”, suggerendo che fosse riferito ad alcune “strane abitudini inglesi come la caccia alla volpe”.
Pecknold scriveva i testi e si occupava di voce e chitarra, mentre Skjelstet era la chitarra solista.
Lo stile pop fine anni sessanta di Pecknold attirò l'attenzione del produttore di Seattle Phil Ek che li aiutò a registrare il loro primo demo nel 2006, Fleet Foxes.
Ek restò impressionato dai testi della band e, ascoltando Pecknold per la prima volta, osservò “Era ovvio che il talento gli usciva persino dal culo”.
Verso la fine del 2006 la stampa di Seattle ha iniziato a notare la band; Tom Scanlon del “Seattle Times” disse di essere rimasto stupito dai loro testi e dalla loro maturità a livello musicale.
Con la crescita di popolarità nell'ambiente locale, la band nel 2007 cominciò a lavorare sul primo album passando del tempo in studio di registrazione con il produttore e aggiungendo materiale già registrato a casa.
Tuttavia, i fondi per la registrazione erano pochi e i membri dovettero contribuire alle spese. Questo limitò il tempo che potevano passare in studio e così la maggior parte dei brani fu registrata negli appartamenti dei componenti della band e nello scantinato della casa dei genitori di Pecknold.

### Il successo
Dopo aver fatto qualche concerto a Washington, raggiungono la popolarità, avendo oltre un milione di visitatori nel loro Myspace.
Nel dicembre 2008 pubblicano il loro primo album, Fleet Foxes, il quale dà subito buoni risultati di vendita sia in America che in Europa.
Nel 2011 la band pubblica il secondo disco, Helplessness Blues, ideale seguito del primo lavoro. La title track, primo singolo del disco, viene pubblicata e resa disponibile con download gratuito il 31 gennaio 2011 e, nel corso della stessa conferenza stampa di lancio del disco, viene ufficializzata l'entrata nella formazione del gruppo di Morgan Henderson, ex bassista dei The Blood Brothers. L'uscita del disco è prevista per il 3 maggio 2011.
Nel marzo 2017 il gruppo annuncia il proprio terzo album in studio Crack-Up, che viene pubblicato nel mese di giugno dalla Nonesuch Records.

## Formazione

### Formazione attuale
- Robin Pecknold - chitarra acustica e voce (2006-presente)
- Skyler Skjelset - chitarra elettrica solista, mandolino, cori (2006-presente)
- Christian Wargo - basso, cori (2008-presente)
- Casey Wescott - tastiere, mandolino, cori (2008-presente)
- Morgan Henderson - chitarra acustica, flauto, contrabasso, arrangiamenti (2011-presente)
- Matthew Barrick -  batteria, percussioni, (2017-presente)

### Ex componenti
- Nicholas Peterson - batteria, percussioni, cori (2008)
- Joshua Michael Tillman - batteria, percussioni, cori, arrangiamenti (2008-2012)
- Craig Curran - basso, cori (2008)

## Discografia

### Album in studio
- 2008 - Fleet Foxes
- 2011 - Helplessness Blues
- 2017 - Crack-Up
- 2020 - Shore

### EP
- 2006 - Fleet Foxes
- 2008 - Sun Giant

### Singoli
- 2008 - White Winter Hymnal
- 2008 - He Doesn't Know Why
- 2009 - Mykonos
- 2009 - Your Protector
- 2011 - Helplessness Blues